# Ophthalmology and Therapy
Ophthalmology and Therapy, skrót: Ophthalmol Ther – międzynarodowe czasopismo okulistyczne wydawane od 2012.
Czasopismo jest recenzowane i publikuje w otwartym dostępie. Periodyk ma profil ogólnookulistyczny. Akceptowane do publikacji są prace przedkliniczne, kliniczne (wszystkie fazy), obserwacyjne oraz ze świata realnego z zakresu stosowania terapii i narzędzi okulistycznych oraz technik chirurgicznych. Redaktorami naczelnymi czasopisma są Tariq Aslam (Manchester Royal Eye Hospital, Wielka Brytania) oraz Terrence O’Brien (Uniwersytet Miami, USA).
W międzynarodowym rankingu SCImago Journal Rank (SJR) mierzącym wpływ i znaczenie poszczególnych czasopism naukowych „Ophthalmology and Therapy" zostało sklasyfikowane w 2018 na 45. miejscu wśród czasopism okulistycznych. W polskim wykazie czasopism punktowanych przez Ministerstwo Nauki i Szkolnictwa Wyższego czasopismo otrzymało w 2019 roku 100 punktów.
Czasopismo jest indeksowane m.in. w Directory of Open Access Journals (DOAJ), EBSCO Academic Search, EMBASE, Emerging Sources Citation Index, Google Scholar, bazach ProQuest, PubMed oraz w Scopusie. Wydawcą jest Springer Healthcare.